# Heterospilus foersteri
Heterospilus foersteri – gatunek błonkówki z rodziny męczelkowatych i podrodziny Doryctinae.
Ciało długości od 3 do 4 mm, ciemnobrązowe z jaśniejszymi teega od IV do VII i czasem żółtymi: twarzą oraz obwódkami oczu. Głowa z poprzecznie żeberkowanymi: czołem i ciemieniem oraz  rowkowaną twarzą. Czułki brązowe z żółtym trzonkiem. Tułów ze śródtarczką o granulowanych płatach i gładkim mezopleuronem. Bruzda przedtarczkowa przecięta jednym żeberkiem. Boki pozatułowia są w całości pomarszczone, a jego część środkowo-nasadowa ziarenkowana. Odnóża żółte z jasnobrązowymi wierzchołkami ud. Pierwsze tergum metasomy u wierzchołka węższe niż dłuższe, drugie tergum z prostym przednim rowkiem poprzecznym, a terga od IV do VII gładkie. Pokładełko dłuższe od metasomy.
Gatunek znany wyłącznie z Kostaryki.